# Science and Magic
Science and Magic, es el cuarto episodio de la primera temporada de la serie Emerald City emitido por la NBC el 20 de enero de 2017.

## Sinopsis
La relación entre Dorothy y Lucas se hace más fuerte, y en el camino se encuentran con una misteriosa niña que se ha perdido, mientras tanto Tip se ve atrapada entre dos poderosas fuerzas. Por otro lado el Mago exige su autoridad sobre la de los ciudadanos de una aldea luego del consejo de Anna y una mujer lleva a Jack en un nuevo camino.

## Historia
Cuando un mareado Jack abre sus ojos, se encuentra acostado en la cama de la doctora Jane, una mujer que asume muchos proyectos para el Ejército Real, antes de volver a desmayarse.
Por otro lado Tip triste aun creyendo que le había causado la muerte a Jack, decide quitarse la vida pero un guardia la encuentra y la lleva a un nuevo hogar manejado por Glinda, donde la deja y es bautizada. Cuando Tip pelea con la encargada de la casa de Glinda, está se acerca y le dice que sólo quiere ayudarla, sin embargo cuando comienza a tener progresos aparece la Bruja del Oeste, lo que molesta a Glinda. Ambas le ofrecen opciones a Tip: Glinda el ser tratada con respeto, no ser tocada y pura mientras que Oeste le ofrece olvidar y hacer a otros sentir en su burdel.
Mientras tanto Lucas, Dorothy y Toto siguen su camino, pero comienzan a discutir cuando Lucas le dice que no debería ser tan imprudente porque podría causarle la muerte. Cuando se molesta con Toto, finalmente Dorothy le dice que ambos están agradecidos por haberlo encontrado, lo cual ocasiona que Lucas sonría, de pronto una niña que no habla aparece y lo abraza, aunque Lucas le dice que deberían dejarla ahí y seguir su camino, Dorothy se niega diciéndole que se quede con Toto mientras ella encuentra a los padres de la niña.
De camino a la aldea Dorothy se da cuenta de que la niña tenía unos objetos de madera en sus oídos y cuando le retira uno se da cuenta de que la lastima y asusta ya que puede escuchar todo lo que pasa a su alrededor, por lo que decide ponerle nuevamente la madera. En la aldea las personas le dicen que no conocen a la niña, pero pronto dos personas se acercan y le agradecen por haber encontrado a su hija, Sylvie, al inicio Dorothy estpa contenta por haber encontrado a sus padres pero pronto comienza a sospechar de ellos y decide seguirlos a su casa. 
Los guardias del Mago continúan yendo de aldea en aldea buscando magia y quemándolas, cuando llegan en Nimbio y descubren una bola de energía, Elizabeth le avisa al mago sobre el descubrimiento y este decide ir a ver de qué se trata, sin embargo rechaza la ayuda de Elizabeth y decide llevarse a Anna con él, luego de haberle perdonado la vida por haberlo confrontado. En el camino, El Mago le dice que ella tenía razón y que el no tenía poder sobre los gigantes y que no podría matar a la "bestia eterna", por lo que Anna le dice que creía que la "bestia" que había caído del cielo tenía cerebro, corazón y fuerza, por lo que cuando el Mago le dice que entonces estaba perdido, ella le dice que era todo lo contrario, ya que si tenía corazón podría matarla.
Cuando Jack despierta nuevamente, Jane le explica que había sufrido una fuerte caída pero que había logrado salvarlo, sin embargo cuando descubre que Jane había cambiado varias partes de su cuerpo por pedazos de metal y hojalata, se altera. Jane comienza a trabajar con Jack para que su tejido cicatrice, pero él sólo se molesta con ella por haberle quitado el corazón. Más tarde mientras Jack está sólo, aparece una mujer con su rostro escondido, quien escoge entre varias máscaras un nuevo rostro y se va.
Cuando el Mago llega a Nimbio, el edil y varios aldeanos molestos lo confrontan por haber quemado sus casas y a sus hijos, mientras tanto Anna decide ir a la casa donde se había encontrado la magia, pero cuando la toca esta explota dejándola inconsciente. Cuando el Mago la encuentra la lleva a su carruaje donde se recupera, ahí el Mago le dice que a pesar de tener a mujeres como consejeras no había conocido a nadie como ella, por lo que Anna le pide que no continúe ya que había escogido el servicio sobre el placer. Anna también le aconseja que no mate al Edil sino que lo convenza, por lo que  termina amenazando al edil con matar a su hija embarazada, finalmente lora su cometido y el edil forzado a mentir le dice a los aldeanos que deben aceptar las enseñanzas del Mago, ya que eran la única verdad.
Mientras tanto en la casa donde se encuentran las jóvenes que siguen las enseñanzas de Glinda, Tip se encuentra con una joven llamada Po, quien intenta convencerla de irse con Oeste, ya que ella la ayudará a olvidar, sin embargo Tip pronto se da cuenta de que "Po" es en realidad la Bruja del Oeste disfrazada, cuando la confronta le dice que no quiere olvidar sino que quiere su magia.
Cuando Jane regresa le dice a Jack que la joven con la que se había encontrado más temprano era la Princesa Langwidere de Ev, también le dice que le había agradado y por lo tanto ahora le pertenecía, por lo que lo lleva al castillo del Rey de Ev y se va.
Cuando los guardias llegan a la aldea donde se encuentra Dorothy, Lucas intenta llevársela pero se niega ya que quiere regresar por Sylvie luego de darse cuenta de que las personas que se la llevaron no eran sus padres. Cuando Dorothy entra al supuesto hogar de Sylvie, descubre a las dos personas convertidos en piedra y a la niña asustada y con los ojos negros. Dorothy logra calmarla diciéndole que van a ir por Lucas, sin embargo cuando intentan escapar de los guardias son descubiertas por Eamonn. Cuando está a punto de matarla ve la espada de "Lucas" y le pregunta dónde estaba el propietario de la espada y ella le dice que no sabía, molesto por la respuesta de Dorothy, Eamonn la golpea lo que ocasiona que Sylvie se altere.
Dorothy logra sacar su arma y dispararla al aire, lo que le permite a Lucas sacar a Sylvie de ahí, cuando Eamonn lo ve, lo reconoce y comienza a llamarlo Roan, cuando comienza a perseguir a Dorothy ella le dispara en el hombro. Después de escapar de los guardias, Lucas y Dorothy se dan cuenta de que Eamonn lo conocía. Lucas también le pregunta si creía que Sylvie era una bruja, por lo que ella le dice que sí pero que estaba segura que no había querido lastimar a esas personas y solo lo había hecho al sentirse amenazada.
Poco después cuando le pregunta a Dorothy si en su mundo existía la magia, ella le dice que sí pero en las formas de ciencia y tecnología, por lo que decide mostrarle la música, al inicio Lucas se sorprende y luego le dice a Dorothy que no le interesaba saber quién era anteriormente ya que quería ser el hombre que era en ese momento con ella, por lo que terminan besándose.
A la mañana siguiente cuando se despiertan y escuchan los caballos de los guardias, Lucas le dice a Dorothy que huya mientras él protege a Sylvie, sin embargo Ojo toma como prisionera a Dorothy luego de golpearla en la cabeza y la lleva con la Bruja del Oeste, mientras que Lucas y Sylvie son arrestados por Eammon.

## Personajes

### Personajes principales
| Actor                | Personaje                        | Ocupación                  | Título                                |
| -------------------- | -------------------------------- | -------------------------- | ------------------------------------- |
| Adria Arjona         | Dorothy Gale                     | Enfermera / Bruja del Este | "La más Piadosa y Severa"             |
| Oliver Jackson-Cohen | Lucas / Roan / El Espantapájaros | Espadachín                 | -                                     |
| Joely Richardson     | Glinda, La Bruja Buena del Norte | Bruja                      | "Madre de los Sonidos y lo Puro"      |
| Vincent D'Onofrio    | El Mago de Oz                    | -                          | -                                     |
| Ana Ularu            | Bruja Malvada del Oeste          | Bruja                      | "Portadora de la Verdad y el Sosiego" |
| Gerran Howell        | Jack / El Hombre de Hojalata     | -                          | -                                     |
| Jordan Loughran      | Tippetarius "Tip"                | -                          | -                                     |
| Mido Hamada          | Eamonn                           | Guardia del Mago           | -                                     |

### Personajes secundarios
| Actor                 | Personaje           | Ocupación / Título        | Notas |
| --------------------- | ------------------- | ------------------------- | ----- |
| -                     | Toto                | Perro policía             | -     |
| Stefanie Martini      | Princesa Langwidere | Lady de Ev                | -     |
| Gina McKee            | Jane                | Doctora                   | -     |
| Rebeka Rea            | Sylvie              | -                         | -     |
| Roxy Sternberg        | Elizabeth           | Miembro del Consejo de Oz | -     |
| Ólafur Darri Ólafsson | Ojo                 | -                         | -     |
| Isabel Lucas          | Anna                | Miembro del Consejo de Oz | -     |
| -                     | Jeremiah            | Guardia del Mago          | -     |
| -                     | -                   | Edil de la Aldea          | -     |
| -                     | -                   | Hija del Edil             | -     |
| Haruka Abe            | Po                  | -                         | -     |
| Vahid Gold            | Toby                | -                         | -     |

## Producción
El cuarto episodio de la primera temporada fue dirigido por Tarsem Singh, contó con los escritores Matthew Arnold, Josh Friedman, Shaun Casssidy y Sheri Holman, y estuvo basado en la serie de libros de L. Frank Baum.
La producción estuvo a cargo de Chris Thompson y Tommy Turtlel junto al coproductor Tony Roman, con el productor ejecutivo David Schulner, el productor asociado Thomas M. Horton, el productor de supervisión Tracy Bellomo y Peter Welter Soler (de España).
La cinematografía estuvo a cargo de Colin Watkinson, mientras que la edición estuvo en manos de Terry Kelley.